# Gunilla Skyttla
Maj Gunilla Elisabet Skyttla, ursprungligen Pettersson, född den 23 oktober 1934 i Stuvsta i Huddinge, död 28 januari 2016 i Kalmar, var en svensk textilkonstnär. Hon var en nydanare inom svensk textilkonst och blev uppmärksammad för sitt fria broderi, inte minst sina hjärtan i textil och blandteknik.

## Biografi
Gunilla Skyttlas föräldrar var snickaren Algot Pettersson och Margit Pettersson. Som barn älskade hon att teckna och måla och fick väva på mormors vävstol och vävde senare trasmattor tillsammans med sin mamma. Hon lärde sig tidigt olika textila hantverk, att sy, sticka, väva och brodera, helst så fritt som möjligt. Atmosfären i hemmet var tillåtande med stor frihet.
I flickskolan utmärkte sig Gunilla Skyttla med sin utstrålning, sin klädsel, sitt sätt och sina åsikter. Hon utvecklades sin konstnärliga ådra och rektorn rekommenderade hennes föräldrar att låta dottern få en konstnärlig utbildning. Efter flickskolan gick Gunilla Skyttla först en ettårig utbildning på Västerbottens läns landstings yrkes- och verkstadsskola. Därefter sökte hon till Konstfackskolan (nuvarande Konstfack). Hon gick upp till skolans rektor med två väskor fulla med arbetsprover. Rektorn undrade förvånat om hon hade gjort allt själv.
På Konstfack fick Gunilla Skyttla också stor frihet, uppmuntrad av sin lärare, professor Edna Martin, och av tidens nya idéer om en textilkonst mindre bunden av traditioner och äldre tekniker. På Konstfack tog hon efternamnet Skyttla. Där träffade hon sin blivande make, konstnären Raine Navin. År 1961 avslutade Gunilla Skyttla sina studier vid Konstfack inom textilfacket. Det sista året gick hon som specialelev. Efter att ha gjort en röllakansmatta som hon fick mycket beröm för, blev Gunilla Skyttla assistent åt Edna Martin på hennes barnbroderikurser i Handarbetets vänners regi och i arbetet med boken Barnbroderi, 1965.
Därefter arbetade Gunilla Skyttla både på Stockholms stads och läns hemslöjd på Hornsgatan med vävkurser och på Svensk Hemslöjd på Sveavägen i Stockholm. Hon vävde även mattor på Susan Gröndals ateljé på Mäster Samuelsgatan och höll bildvävkurser genom studieförbund.
Efter flytten till Kalmar 1967 tog hon över Hemslöjdens skapande lek för barn i Kalmar, som hennes dåvarande vän och senare make, konstnären Raine Navin, startat. Barnkurserna var något nytt på Hemslöjden och hon gav barnen full frihet i skapandet. Kurserna pågick till 1974. Gunilla Skyttla fick Kalmar kommuns kulturpris 1971 för sin ”medryckande fabuleringsförmåga i den konstnärliga textila produktionen och för sin inspirerande betydelse som ledare för fritt skapande arbete för grupper av barn”. Vid sidan om den skapande leken komponerade Gunilla Skyttla även broderimönster åt Hemslöjden.
De första åren bodde hon och Raine i en omodern femrummare på Kaggensgatan i Kalmar, därefter i en stor våning på Södra Långgatan i staden. Våningen var samtidigt deras hem och ateljé, som de öppnade generöst för vänner, bekanta och många av traktens konstnärer. År 1978 sade maken Raine Navin upp sig från Hemslöjden i Kalmar för att få tid till sitt eget konstnärskap. Nu följde en svår tid för paret, rent ekonomiskt. Vänner och bekanta stöttade så gott de kunde, inte minst med material, tyger, band, garn, spetsar, godispapper, knappar med mera, som förvandlades till konstverk. När paret en gång fick ärva delar av en hattaffär i Kalmar och en annan gång en sybehörsaffär var lyckan stor.
Med utgångspunkt i den svenska hemslöjdstraditionen skapade Gunilla Skyttla fritt och ville förmedla ett kärleksbudskap till sina medmänniskor, genom att om och om igen skapa bilder och skulpturala verk av hjärtan i både textil och annat, ofta återvunnet material. Inspirerad av ett besök i Sacré-Cœur i Paris gjorde hon ett hjärta som döptes efter den kända kyrkan. Hjärtat liknar ett gnistrande smycke eller ett rosettfönster där ljuset lyser ur mörkret. Ett annat av hennes hjärtan heter just Det lyser i mörkret. Till en av sina första hjärtutställningar på Borgholms bibliotek våren 1988 gjorde hon bilden Klappa mitt hjärta. Bland hennes andra verk kan nämnas Styngskvättans hjärta, Frodes hjärta och Hjärtats glöd. I Art Heart har hon skapat ett skulpturalt hjärta av metalltråd och knappar. Verket Allegria är ett färgsprakande hjärta av tändsticksaskar.
Gunilla Skyttla och Raine Navin levde i stark symbios, men de gifte sig inte förrän 1986. Så småningom kunde de försörja sig som inspiratörer och ledare för kurser, seminarier och workshops. De höll en mängd kurser runt om i Sverige, för skol- och förskolebarn, lärare, konsulter, pensionärer, interner, företagare med flera. En kort period arbetade Gunilla Skyttla som inspirerande konstnär på Högskolan för Design och konsthantverk, HDK-Valand, i Göteborg.
Paret framträdde i flera TV- och radioprogram, både för barn och vuxna. Gunilla Skyttla var också en mycket flitig och engagerad brevskrivare, som ofta skrev brev i A4-format till vänner, bekanta, myndigheter och andra. De var skrivna för hand med stora, generösa bokstäver och dekorerade med hjärtan, slingor, blommor och bilder, som små konstverk i sig.
Gunilla Skyttla var medlem i Kvinnor för fred och Svenska freds- och skiljedomsföreningen. Hennes konst var ett rop till mänskligheten – mot våld, hat och miljöförstöring, för kärlek, fred och frihet. Tillsammans med sin make blev hon också något av en sevärdhet i stan. De väckte uppmärksamhet genom sitt sätt att vara och klä sig, och sin medmänsklighet och värme. Kalmar slotts Rotaryklubb hedrade dem ett år med diplom ”för att de genom sin spontanitet och kreativitet gjort stora och små kalmarbor lyckligare och gladare.”
När Gunilla Skyttla fick Kalmar konstmuseums Sydostenstipendium 1992 höll museichefen Erik Broman ett tal där han betonade att hon var ”alltför djärv och alltför mångsidig” för att ”verka på landsbygden” och att hennes kreativa verksamhet behövde ”storstadens öppenhet.” Gunilla Skyttla ställde ut separat runt om i landet, hon medverkade i en mängd samlingsutställningar. Hon fick offentliga uppdrag av kyrkor, länssjukhuset i Kalmar, Fjärde AP-fonden, M/S Saga och av många fler.
En del av Gunilla Skyttlas verk finns idag bevarade vid Kalmar konstmuseum, Kalmar läns museum, Statens konstråd, Region Kalmar, Kalmar kommun, Kristianstads museum, Kristianstads kommun, Röhsska konstslöjdsmuseet i Göteborg, PK-banken, Västerbottens museum, Apoteksbolaget, Textilmuseet i Borås, Länsmuseet Skara, Länsmuseet Gävle, Landskrona kommun, Skellefteå kommun, Skövde Konsthall, Gislaveds kommun och Gnosjö kommun.
Gunilla Skyttla avled 2016 i sitt hem i Kalmar. Ett halvår senare dog även Raine.
På våren 2016 bildades den ideella vänföreningen Gunilla Skyttlas och Raine Navins Vänner, tillsammans med Raine. Föreningen verkar för att vårda och värna Gunilla Skyttlas och Raine Navins konstnärskap och konstnärliga verksamhet.